# Club de Bàsquet Cantaires
El Club de Bàsquet Cantaires (CB Cantaires Tortosa) és un club català de basquetbol de Tortosa, fundat l'any 1968.
L'abril del 1985 l'equip, situat ja a la Primera B, aconseguia l'ascens a la màxima categoria del bàsquet femení espanyol al imposar-se 62 a 41 a l'Oximper Sevilla. Xavier Tubau n'era l'entrenador. El conjunt va obtenir diferents títols. La temporada 1985-86 obtenia el subcampionat de lliga. L'any 1987 aconseguia el títol estatal de la lliga, la Copa de la Reina i la Lliga catalana de bàsquet femení, entre altres guardons. Els membres més destacats d'aquest equip eren l'entrenadora Maria Planas i les jugadores Roser Llop, Anna Junyer, Rosa Castillo i Gina Elias. Per motius econòmics l'equip femení desaparegué durant la dècada de 1990.
Disposa d'una escola de bàsquet i diversos equips federats en diferents categories.
La temporada 2016-2017 l'equip Sènior masculí del Cantaires va ocupar lloc a la Copa Catalunya, la competició de més nivell que organitza la Federació Catalana de Basquetbol, obtenint el sisè lloc.
Per a la temporada 2017-2018 Les Vinyes del Convent-CB Cantaires passà però a formar part de la Lliga EBA, la quarta lliga en importància de les que se disputen a Espanya després de la Lliga ACB, la LEB Or i la LEB Plata. Malauradament no va aconseguir la permanència a la categoria i l'any 2019 també va acabar en un nou descens de la Copa Catalunya a Primera Catalana.

## Palmarès
- 3 Lligues espanyoles de bàsquet femenina: 1986-87, 1987-88, 1988-89
- 4 Copes espanyoles de bàsquet femenina: 1986, 1987, 1988, 1989
- 3 Lliga catalana de bàsquet femenina: 1985-86, 1986-87, 1987-88